# Vesicularia debilis
Vesicularia debilis là một loài Rêu trong họ Hypnaceae. Loài này được (Besch.) Broth. ex Paris miêu tả khoa học đầu tiên năm 1909.